# Galactografia
Trata-se de um procedimento diagnóstico mamográfico, onde se injeta aproximadamente 1 ml de contraste por meio de uma cânula inserida em uma abertura ductal na aréola. Após a injeção do contraste é realizada uma mamografia.
Realiza-se a galactografia em pacientes que apresentam secreção mamilar sanguinolenta à expressão, secreção espontânea através do mamilo ou um ducto solitário que se encontra dilatado identificado por intermédio de uma mamografia. Todos esses sinais, acima descritos, podem ser indicativos de uma doença/lesão benigna ou cancerosa.
REFERÊNCIAS
SMELTZER, Suzanne C.; BARE, Brenda G. Brunner & Suddarth: tratado de enfermagem médico-cirúrgica. Volume III. 9ª edição. Rio de Janeiro: Guanabara Koogan, 2002.